# Echium sabulicola
Vipérine maritime
Espèce
Classification APG II (2003)
Echium sabulicola, la Vipérine maritime, est une espèce de plantes à fleurs de la famille des Boraginaceae. Elle est hérissées de poils, les vipérines doivent leur nom à des fleurs rappelant une gueule de vipère.
La floraison a lieu de mars à août.

## Liste des sous-espèces
Selon GBIF (14 juin 2025) :
- Echium sabulicola subsp. decipiens (Pomel) G.Klotz
- Echium sabulicola subsp. rifeum (Pau) Valdés
- Echium sabulicola subsp. sabulicola  Pomel

## Dénominations
Ce taxon porte en français les noms vernaculaires ou normalisés suivants : 
- Vipérine des sables[2],[3],[4] ;
- Vipérine marine[2],[3] ;
- Vipérine maritime[2],[3].

## Systématique
Le nom correct complet (avec auteur) de ce taxon est Echium sabulicola Pomel.
Echium sabulicola a pour synonymes :
- Echium sabulicolum var. confusum (Sennen) G.Klotz
- Echium sabulicolum var. gussonei Klotz
- Echium sabulicolum var. rifeum (Pau) G.Klotz